# Население на Белиз
Населението на Белиз през юли 2021 г. е 430 191 души.

## Възрастов състав
(2008)
- 0-14 години: 38,4% (мъжe 58 978/жени 56 647)
- 15-64 години: 58,1% (мъжe 88 521/жени 86 450)
- над 65 години: 3,5% (мъжe 5095/жени 5543)

(2009)
- 0-14 години: 37,9% (мъжe 59 462/жени 57 117)
- 15-64 години: 58,6% (мъжe 91 298/жени 89 170)
- над 65 години: 3,5% (мъжe 5185/жени 5667)

(2018)
- 0-14 години: 33,6% (мъжe 66 207/жени 63 466)
- 15-64 години: 62% (мъжe 118 803/жени 120 598)
- над 65 години: 4,4% (мъжe 8293/жени 8487)

## Коефициент на плодовитост
- 2009 – 3,36
- 2018 – 2,27

## Расов състав
- 52,9% – метиси
- 25,9% – креоли
- 11,3% – маи
- 6,1% – гарифуна
- 3,9 % – индийци
- 3,6 % – менонити
- 3,3 % – други

## Религия
(2010)
- 71,7% – християни
  - 40% -католици
  - 31,7% – протестанти
- 15,6% – атеисти
- 10,2% – други

## Език
Официални езици в Белиз са английски и испански.